# Enrico Gasparri
Enrico Gasparri, italijanski rimskokatoliški duhovnik, škof in kardinal, * 25. julij 1871, Ussita, † 20. maj 1946.

## Življenjepis
10. avgusta 1894 je prejel duhovniško posvečenje.
9. decembra 1915 je bil imenovan za naslovnega nadškofa Sebastee in za apostolskega delegata v Kolumbiji; 12. decembra istega leta je prejel škofovsko posvečenje.
Pozneje je zasedel več drugih položaja znotraj vatikanske diplomacije: apostolski internuncij v Kolumbiji (8. maj 1916), apostolski nuncij v Kolumbiji (20. julij 1917) in apostolski nuncij v Braziliji (1. september 1920).
14. decembra 1925 je bil povzdignjen v kardinala in imenovan za kardinal-duhovnika S. Bartolomeo all'Isola.
18. maja 1933 je postal prefekt Apostolske signature in 16. oktobra istega leta je postal kardinal-škof Velletrija.